# Erythrodiplax avittata
Erythrodiplax avittata is een libellensoort uit de familie van de korenbouten (Libellulidae), onderorde echte libellen (Anisoptera).
De wetenschappelijke naam Erythrodiplax avittata is voor het eerst geldig gepubliceerd in 1942 door Donald J. Borror.